# Херберт фон Бисмарк
Херберт фон Бисмарк е германски дипломат. Подписва Берлинския договор. Той е най-възрастният син на канцлера Ото фон Бисмарк и баща на дипломата и политик Ото фон Бисмарк.

## Дипломатически път
- 1873 – 1882 – частен секретар на баща си. Подписва Берлинския договор
- 1882 – 1884 – съветник в посолството в Лондон
- 1884 – 1885 – съветник в посолствата в Санкт Петербург и Хага
- 1885 – заместник държавен секретар
- 1886 – държавен секретар
- 1888 – държавен министър
- 1890 – подава оставка заедно с баща си

1. 1 2 3  I00187825 //   Посетен на 29 октомври 2024 г.